# مغالطه تیرانداز زرنگ
مغالطه تیرانداز زرنگ  (به انگلیسی: Texas sharpshooter fallacy) یک مغالطه غیرصوری (بی‌پایه و اساس) است. زمانی اتفاق می‌افتد که تفاوت‌ها در داده‌ها نادیده گرفته شوند اما بر شباهت‌ها بیش از حد تأکید شود و از این استدلال نتیجه نادرستی استنباط شود. این مغالطه کاربرد روزمره در جدل لفظی مشکل مقایسه چندگانه (در آمار) و مشکل ارتباط‌پنداری (در روان‌شناسی) است. و به توهم خوشه‌بندی مربوط می‌شود که ریشه در تمایل انسان برای تفسیر ارتباطهایی دارد که در واقع هیچ‌کدام وجود ندارند.

## نامگذاری
در شکل اول این مغالطه، تیرانداز دیواری را پر از هدف می‌کند و سپس شلیک می‌کند. تیر به یک هدف برخورد می‌کند. تیرانداز به خودش افتخار می‌کند و تمام هدفهای دیگر را نادیده می‌گیرد. چون تیرانداز مطمئن بود که تیرش به یک هدف خواهد خورد، چنین اتفاقی هیچ چیزی را ثابت نمی‌کند. در پژوهش این کار معادل آزمایش کردن صدها و شاید هزاران و میلیون‌ها فرضیه و گزارش کردن آنهایی است که از نظر آماری معنی دار هستند بدون این که از آزمایشهای شکست خورده نامی برده شود. در شکل دوم این مغالطه، تیرانداز ابتدا تیراندازی می‌کند سپس به جلوی سیبل می‌رود و هدف را در جایی قرار می‌دهد که بیشترین تمرکز گلوله‌ها در آن قرار دارد و سپس مدعی می‌شود هدفگیری خوبی دارد. طبیعی است که چنین کاری چیزی را ثابت نمی‌کند به این علت که همیشه سوراخی هست که بتوان ادعا کرد هدف اولیه بوده است. معادل این کار در پژوهش این است که داده کاوی انجام دهیم و هر زمان که الگویی پیدا کردیم، یک تئوری از خودمان دربیاوریم. از مغالطه تیرانداز زرنگ با نامهای مختلفی مثل داده‌کاوی، گلچین‌کردن و سلاخی داده یاد می‌شود.

## ساختار

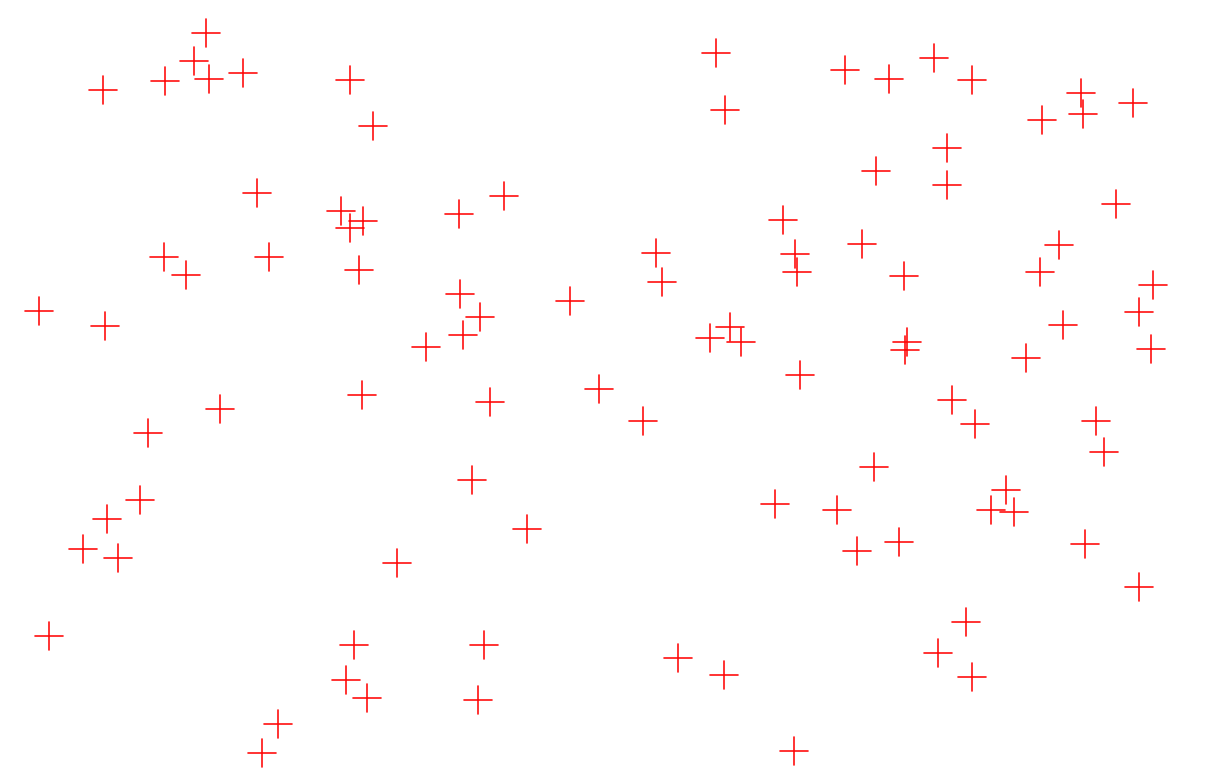
مجموعه‌ای از ۱۰۰ نقطه به‌طور تصادفی تولید شده در نمودار پراکنده نمایش داده می‌شود. با بررسی نقاط، تشخیص الگوهای ظاهری آسان است. به‌ویژه، به‌جای پخش یکنواخت، غیرمعمول نیست که نقاط داده تصادفی خوشه‌هایی را تشکیل دهند، که تصور (کاذب) «نقاط داغ» ایجاد شده توسط برخی از دلایل زمینه‌ای را ایجاد می‌کنند.

مغالطه تیرانداز زرنگ اغلب زمانی به وجود می‌آید که یک فرد حجم زیادی از داده‌ها را در اختیار داشته باشد اما فقط روی زیرمجموعه کوچکی از آن داده‌ها تمرکز کند. ممکن است عاملی غیر از عامل نسبت داده شده توسط او به عناصر موجود در آن زیرمجموعه نوعی ویژگی مشترک (یا جفت ویژگی مشترک، هنگام استدلال برای همبستگی) بدهد ولی او هدف خود را بعنوان عامل اصلی معرفی می‌کند. معمولاً این مغالطه با فقدان یک فرضیه خاص قبل از جمع‌آوری داده‌ها متمایز می‌شود و معمولاً فرد فقط پس از جمع‌آوری و بررسی داده‌ها ادعا می‌کند که هدف چه بوده است.

## مثال‌ها
این مغالطه اغلب در تفسیرهای امروزی از رباعیات نوستراداموس یافت می‌شود. رباعیات نوستراداموس اغلب به صورت آزادانه از نسخه اصلی فرانسوی خود ترجمه می‌شوند و بستر تاریخی آنها اغلب در نظر گرفته نمی‌شود و برای حمایت از یک نتیجه اشتباه استفاده می‌شوند و نتیجه گرفته می‌شود که نوستراداموس یک رویداد امروزی را پیش‌بینی کرده است. نمونه‌های دیگر آن در تفاسیری از اشعار حافظ و فال حافظ مشاهده می‌شود.